# Marek Hamšík
Marek Hamšík (n. 27 iulie 1987, Banská Bystrica, RS Slovacă, Cehoslovacia) este un fotbalist slovac retras din activitate, care a jucat pe post de mijlocaș la echipe ca Napoli, Brescia și Slovan Bratislava. Pe plan internațional, are prezențe la națională pentru Slovacia U17⁠(d), Slovacia U19⁠(d), Slovacia U21⁠(d) și Slovacia.

## Cariera la club

### Începutul carierei
Cu toate că Hamšík a crescut în Banská Bystrica, nu a jucat niciodată pentru cel mai mare club Dukla Banská Bystrica. În loc, a jucat pentru o echipă de tineret Jupie Podlavice. În 2002, a semnat cu un club mare din Slovacia Slovan Bratislava.
În 2004, la 17 ani, s-a transferat la Brescia pentru 500.000 de euro. Primul lui meci în Serie A a fost împotriva echipei Chievo Verona pe 20 martie 2005 la vârsta de 17 ani și 273 de zile Mai târziu în acel sezon Brescia a terminat pe locul 19 în Serie A și a retrogradat în Serie B. În 2005-06, Hamšík a jucat 24 de meciuri în Serie B pentru Brescia care a terminat pe locul 10. A avut un sezon 2006-07 impresionant marcând 10 goluri în 40 de meciuri.

## Napoli
Pe 28 iunie 2007 noua promovată în Serie A, Napoli a anunțat că a semnat un contract pe cinci ani cu Hamšík. Transferul a costat-o pe Napoli 5,5 milioane de euro. Președintele lui Napoli De Laurentiis⁠(d) l-a descris ca fiind un jucător cu mare viitor.
A jucat primul lui mare meci pentru Napoli împotriva Cesena în prima rundă a Coppa Italia. Napoli a câștigat cu 4-0, Hamšík oferind pasa de deschidere a scorului și a marcat al doilea gol. A marcat primul lui gol în Serie A într-un meci împotriva lui Sampdoria.
Idolul lui în fotbal este jucătorul ceh Pavel Nedved. În 2007 a fost votat ca fiind al doilea cel mai bun jucător slovac (după Martin Škrtel) și ca fiind cel mai bun tânăr jucător.  Hamšík a încheiat primul sezon drept cel mai bun marcator al stagiunii pentru Napoli cu 9 goluri marcate în 37 de meciuri. La începutul sezonului 2008-09, Hamšík a marcat în primele două etape câte un gol și a continuat marcând 9 goluri în al doilea sezon la echipă, terminând ca cel mai bun marcator al lui Napoli în anul următor. În 2009 a fost din nou al doilea cel mai bun jucător al anului în Slovacia, dar a câștigat din nou trofeul de cel mai bun tânăr jucător slovac al anului..

## Cariera internațională
Hamšík a reprezentat echipa națională a Slovaciei la calificările Campionatul European U-17 și la Campionatul European U-19. A jucat și pentru echipa națională a Slovaciei U-21.
Este un membru de drept al echipei naționale a Slovaciei. Și-a făcut debutul pe 7 februarie 2007  în meciul amical susținut împotriva Poloniei care s-a terminat 2-2. A jucat al doilea său meci cu Germania, dar naționala sa l-a pierdut cu 2-1. A devenit un jucător cheie al naționalei jucând ca mijlocaș central sau stânga.

## Goluri internaționale
La 5 September 2009.
| #  | Data               | Stadion                                            | Oponent                    | Scor  | Rezultat | Competiția                                             |
| -- | ------------------ | -------------------------------------------------- | -------------------------- | ----- | -------- | ------------------------------------------------------ |
| 1  | 13 octombrie 2007  | Stadionul Zimný, Dubnica, Slovacia                 | San Marino                 | 1 – 0 | 7 – 0    | UEFA Euro 2008 calificări                              |
| 2  | 21 noiembrie 2007  | Stadio Olimpico, Serravalle, San Marino            | San Marino                 | 3 – 0 | 5 – 0    | UEFA Euro 2008 calificări                              |
| 3  | 6 septembrie 2008  | Tehelné pole, Bratislava, Slovacia                 | Irlanda de Nord            | 2 – 0 | 2 – 1    | Campionatul Mondial de Fotbal 2010 calificări          |
| 4  | 19 noiembrie 2008  | Stadium Pod Dubňom⁠(d), Žilina, Slovacia            | Liechtenstein              | 1 – 0 | 4 – 0    | Meci Amical                                            |
| 5  | 19 noiembrie 2008  | Stadium Pod Dubňom⁠(d), Žilina, Slovacia            | Liechtenstein              | 2 – 0 | 4 – 0    | Meci Amical                                            |
| 6  | 10 februarie 2009  | Stadionul Tsirion, Limassol, Cipru                 | Ucraina                    | 2 – 0 | 2 – 3    | Meci Amical                                            |
| 7  | 5 septembrie 2009  | Tehelné pole, Bratislava, Slovacia                 | Cehia                      | 2 – 1 | 2 – 2    | Campionatul Mondial de Fotbal 2010 calificări          |
| 8  | 14 noiembrie 2009  | Tehelné pole, Bratislava, Slovacia                 | Statele Unite ale Americii | 1–0   | 1–0      | Amical                                                 |
| 9  | 15 august 2012     | TRE-FOR Park⁠(d), Odense, Danemarca                 | Danemarca                  | 2–1   | 3–1      | Amical                                                 |
| 10 | 12 octombrie 2012  | Štadión Pasienky⁠(d), Bratislava, Slovacia          | Letonia                    | 2–0   | 3–0      | Preliminariile Campionatului Mondial de Fotbal 2014    |
| 11 | 10 septembrie 2013 | Štadión pod Dubňom, Žilina, Slovacia               | Bosnia și Herțegovina      | 1–0   | 1–2      | Preliminariile Campionatului Mondial de Fotbal 2014    |
| 12 | 12 octombrie 2014  | Borisov Arena, Barysaŭ, Belarus                    | Belarus                    | 1–0   | 3–1      | Preliminariile Campionatului European de Fotbal 2016   |
| 13 | 12 octombrie 2014  | Borisov Arena, Barysaŭ, Belarus                    | Belarus                    | 2–1   | 3–1      | Preliminariile Campionatului European de Fotbal 2016   |
| 14 | 18 noiembrie 2014  | Štadión pod Dubňom, Žilina, Slovacia               | Finlanda                   | 2–0   | 2–1      | Amical                                                 |
| 15 | 14 iunie 2015      | Štadión pod Dubňom, Žilina, Slovacia               | Macedonia                  | 2–0   | 2–1      | Preliminariile Campionatului European de Fotbal 2016   |
| 16 | 12 octombrie 2015  | Stade Josy Barthel⁠(d), Route d'Arlon⁠(d), Luxemburg | Luxemburg                  | 1–0   | 4–2      | Preliminariile Campionatului European de Fotbal 2016   |
| 17 | 12 octombrie 2015  | Stade Josy Barthel⁠(d), Route d'Arlon⁠(d), Luxemburg | Luxemburg                  | 4–2   | 4–2      | Preliminariile Campionatului European de Fotbal 2016   |
| 18 | 29 mai 2016        | WWK Arena, Augsburg, Germania                      | Germania                   | 1–1   | 3–1      | Amical                                                 |
| 19 | 15 iunie 2016      | Stade Pierre-Mauroy, Villeneuve-d'Ascq, Franța     | Rusia                      | 2–0   | 2–1      | UEFA Euro 2016                                         |
| 20 | 11 noiembrie 2016  | Štadión Antona Malatinského, Trnava, Slovacia      | Lituania                   | 4–0   | 4–0      | Preliminariile Campionatului Mondial de Fotbal 2018⁠(d) |
| 21 | 10 iunie 2017      | LFF Stadium⁠(d), Vilnius, Lituania                  | Lituania                   | 2–0   | 2–1      | Preliminariile Campionatului Mondial de Fotbal 2018⁠(d) |
| 22 | 13 octombrie 2018  | Štadión Antona Malatinského, Trnava, Slovacia      | Cehia                      | 1–1   | 1–2      | Liga B a Ligii Națiunilor UEFA⁠(d)                      |
| 23 | 11 iunie 2019      | Bakcell Arena⁠(d), Baku, Azerbaidjan                | Azerbaidjan                | 3–1   | 5–1      | Preliminariile UEFA Euro 2020                          |
| 24 | 11 iunie 2019      | Bakcell Arena⁠(d), Baku, Azerbaidjan                | Azerbaidjan                | 4–1   | 5–1      | Preliminariile UEFA Euro 2020                          |